# Saison 2012 de l'équipe cycliste Saxo Bank-Tinkoff Bank
La saison 2012 de l'équipe cycliste Saxo Bank-Tinkoff Bank est la douzième saison de l'équipe au plus haut niveau du cyclisme professionnel. Elle débute en janvier sur le Tour Down Under et se termine en octobre sur la Japan Cup.
En tant qu'équipe ProTour, l'équipe participe à l'ensemble du calendrier de l'UCI World Tour.

## Préparation de la saison 2012

### Arrivées et départs
| Arrivées                | Équipe 2011               |
| ----------------------- | ------------------------- |
| Jonathan Cantwell       | V Australia               |
| Christopher Juul Jensen | Glud & Marstrand-LRØ      |
| Karsten Kroon           | BMC Racing                |
| Anders Lund             | Leopard-Trek              |
| Ran Margaliot           |                           |
| Takashi Miyazawa        | Farnese Vini-Neri Sottoli |
| Sérgio Paulinho         | RadioShack                |
| Bruno Pires             | Leopard-Trek              |
| Troels Vinther          | Glud & Marstrand-LRØ      |

| Départs         | Équipe 2012          |
| --------------- | -------------------- |
| Jonathan Bellis | An Post-Sean Kelly   |
| Baden Cooke     | GreenEDGE            |
| Laurent Didier  | RadioShack-Nissan    |
| Gustav Larsson  | Vacansoleil-DCM      |
| Richie Porte    | Sky                  |
| André Steensen  | Glud & Marstrand-LRØ |
| Brian Vandborg  | SpiderTech-C10       |

## Coureurs et encadrement technique

### Effectif
| Cycliste                 | Date de naissance | Nationalité | Équipe 2011               |
| ------------------------ | ----------------- | ----------- | ------------------------- |
| Manuele Boaro            | 12 mars 1987      | Italie      | Saxo Bank-Sungard         |
| Jonathan Cantwell        | 8 janvier 1982    | Australie   | V Australia               |
| Mads Christensen         | 6 avril 1984      | Danemark    | Saxo Bank-Sungard         |
| Alberto Contador,        | 6 décembre 1982   | Espagne     | Saxo Bank-Sungard         |
| Volodymyr Gustov         | 15 février 1977   | Ukraine     | Saxo Bank-Sungard         |
| Lucas Sebastián Haedo    | 18 avril 1983     | Argentine   | Saxo Bank-Sungard         |
| Juan José Haedo          | 26 janvier 1981   | Argentine   | Saxo Bank-Sungard         |
| Jesús Hernández Blázquez | 28 septembre 1981 | Espagne     | Saxo Bank-Sungard         |
| Jonas Aaen Jørgensen     | 20 avril 1986     | Danemark    | Saxo Bank-Sungard         |
| Christopher Juul Jensen  | 6 juillet 1989    | Danemark    | Glud & Marstrand-LRØ      |
| Kasper Klostergaard      | 22 mai 1983       | Danemark    | Saxo Bank-Sungard         |
| Karsten Kroon            | 29 janvier 1976   | Pays-Bas    | BMC Racing                |
| Anders Lund              | 14 février 1985   | Danemark    | Leopard-Trek              |
| Rafał Majka              | 12 septembre 1989 | Pologne     | Saxo Bank-Sungard         |
| Ran Margaliot            | 18 juillet 1988   | Israël      |                           |
| Jarosław Marycz          | 17 avril 1987     | Pologne     | Saxo Bank-Sungard         |
| Takashi Miyazawa         | 27 février 1978   | Japon       | Farnese Vini-Neri Sottoli |
| Michael Mørkøv           | 30 avril 1985     | Danemark    | Saxo Bank-Sungard         |
| Daniel Navarro           | 18 juillet 1983   | Espagne     | Saxo Bank-Sungard         |
| Benjamín Noval           | 23 janvier 1979   | Espagne     | Saxo Bank-Sungard         |
| Nick Nuyens              | 5 mai 1980        | Belgique    | Saxo Bank-Sungard         |
| Sérgio Paulinho          | 26 mars 1980      | Portugal    | RadioShack                |
| Bruno Pires              | 15 mai 1981       | Portugal    | Leopard-Trek              |
| Luke Roberts             | 25 janvier 1977   | Australie   | Saxo Bank-Sungard         |
| Chris Anker Sørensen     | 5 septembre 1984  | Danemark    | Saxo Bank-Sungard         |
| Nicki Sørensen           | 14 mai 1975       | Danemark    | Saxo Bank-Sungard         |
| David Tanner             | 30 septembre 1984 | Australie   | Saxo Bank-Sungard         |
| Matteo Tosatto           | 14 mai 1974       | Italie      | Saxo Bank-Sungard         |
| Troels Vinther           | 24 février 1987   | Danemark    | Glud & Marstrand-LRØ      |

## Bilan de la saison

### Victoires
| Date       | Course                               | Pays           | Classe | Vainqueur         |
| ---------- | ------------------------------------ | -------------- | ------ | ----------------- |
| 13/03/2012 | 4e étape du Tour de Taïwan           | Taipei chinois | 2.1    | Jonathan Cantwell |
| 16/03/2012 | 7e étape du Tour de Taïwan           | Taipei chinois | 2.1    | Jonathan Cantwell |
| 12/04/2012 | Grand Prix de Denain                 | France         | 1.1    | Juan José Haedo   |
| 09/08/2012 | 3e étape du Tour de l'Ain            | France         | 2.1    | Daniel Navarro    |
| 05/09/2012 | 17e étape du Tour d'Espagne          | Espagne        | WT     | Alberto Contador  |
| 09/09/2012 | Classement général du Tour d'Espagne | Espagne        | WT     | Alberto Contador  |
| 26/09/2012 | Milan-Turin                          | Italie         | 1.HC   | Alberto Contador  |
| 07/10/2012 | Grand Prix Bruno Beghelli            | Italie         | 1.1    | Nicki Sørensen    |

### Victoires d'Alberto Contador retirées par le Tribunal arbitral du sport[1]
| Date       | Course                       | Pays      | Classe | Vainqueur        |
| ---------- | ---------------------------- | --------- | ------ | ---------------- |
| 25/01/2012 | 3e étape du Tour de San Luis | Argentine | 2.1    | Alberto Contador |
| 27/01/2012 | 5e étape du Tour de San Luis | Argentine | 2.1    | Alberto Contador |

### Résultats sur les courses majeures
Les tableaux suivants représentent les résultats de l'équipe dans les principales courses du calendrier international (les cinq classiques majeures et les trois grands tours). Pour chaque épreuve est indiqué le meilleur coureur de l'équipe, son classement ainsi que les accessits glanés par Saxo Bank-Tinkoff Bank sur les courses de trois semaines.

#### Classiques
| Classique            | Milan-San Remo       | Tour des Flandres   | Paris-Roubaix       | Liège-Bastogne-Liège | Tour de Lombardie     |
| -------------------- | -------------------- | ------------------- | ------------------- | -------------------- | --------------------- |
| Coureur (classement) | Nicki Sørensen (60e) | Karsten Kroon (18e) | Matteo Tosatto (7e) | Karsten Kroon (25e)  | Alberto Contador (9e) |

#### Grands tours
| Grand tour           | Tour d'Italie          | Tour de France                        | Tour d'Espagne                                              |
| -------------------- | ---------------------- | ------------------------------------- | ----------------------------------------------------------- |
| Coureur (classement) | Volodymyr Gustov (63e) | Chris Anker Sørensen (14e)            | Alberto Contador (1er)                                      |
| Accessits            | -                      | Super-combatif (Chris Anker Sørensen) | 1 victoire d'étape et classement général (Alberto Contador) |

### Classement UCI
L'équipe Saxo Bank-Tinkoff Bank termine à la quinzième place du World Tour avec 401 points. Ce total est obtenu par l'addition des points des cinq meilleurs coureurs de l'équipe au classement individuel que sont Alberto Contador, 12e avec 290 points, Rafał Majka, 108e avec 30 points, Matteo Tosatto, 109e avec 30 points, Chris Anker Sørensen, 110e avec 30 points, et Juan José Haedo, 125e avec 21 points,. Le championnat du monde du contre-la-montre par équipes terminé à la 13e place ne rapporte aucun point à l'équipe.
| Rang | Coureur               | Points |
| ---- | --------------------- | ------ |
| 12   | Alberto Contador      | 290    |
| 108  | Rafał Majka           | 30     |
| 109  | Matteo Tosatto        | 30     |
| 110  | Chris Anker Sørensen  | 30     |
| 125  | Juan José Haedo       | 21     |
| 142  | Mads Christensen      | 14     |
| 190  | Nicki Sørensen        | 4      |
| 205  | Manuele Boaro         | 3      |
| 220  | Lucas Sebastián Haedo | 2      |
| 224  | Nick Nuyens           | 1      |
| 229  | Karsten Kroon         | 1      |